# Commissaire européen à la Défense
Le commissaire européen à la Défense et à l'Espace est un membre de la Commission européenne. Alors que l'idée d'un commissaire européen à la défense nait dans les années 1950 avec la Communauté européenne de défense, il faut attendre la volonté de Ursula von der Leyen en 2024 pour donner corps à l'idée. Selon sa lettre de mission, il est chargé d’inciter les États membres à déléguer certaines de leurs compétences en matière de défense au niveau européen. 

## Histoire

### Cheminement de l'idée

#### Années 1950
Les premières idées de création du poste de commissaire européen à la Défense sont nées avec l'idée de la création d'une Communauté européenne de défense (CED) dans les années 1950. Le commissaire européen à la Défense a sous son commandement les corps d'armée multi-nationaux et la CED se trouve sous la responsabilité de l'OTAN dans le SACEUR. La bizarrerie d'une double tutelle n'a choqué personne à l'époque. La CED n'ayant jamais vu le jour, le poste de commissaire européen à la Défense n'a jamais  été créé.

#### Années 2020
En 2019, pas moins de 34 projets de coopération européens sur la défense sont sur les rails. Ils doivent prendre place dans un fonds européen de la défense (2021-2025) à créer. La nécessité commence alors à se faire jour d'un commissaire européen à la Défense.
Lors de la Conférence de Munich sur la sécurité de 2024 qui s'est tenue mis février, les dirigeants européens sont convenus de la nécessité de prendre en main la défense européenne. Et ce d'autant plus que quelques jours auparavant Donald Trump a précisé qu'il n'aiderait pas les européens en cas d'attaque de Vladimir Poutine. Ursula von der Leyen pense qu'un poste de commissaire européen à la Défense serait le bienvenu pour gérer la montée en puissance de l'Europe sur les questions de défense. Elle a par ailleurs déclaré qu'elle créera ce poste si elle est réélue pour un second mandat à la tête de la Commission européenne,.

### Contexte de la création du poste
Ursula von der Leyen pense qu'un poste de commissaire européen à la Défense serait le bienvenu pour gérer la montée en puissance de l'Europe sur les questions de défense dans le contexte de l'invasion russe de l'Ukraine,.
Ursula von der Leyen estime le budget européen de la défense à 500 milliards d'euros sur les 10 prochaines années quand Mario Draghi estime qu'il faudra effectuer un grand emprunt européen pour mieux financer la défense,.

### Création et variations du poste
La première lettre de mission du premier Commissaire européen à la Défense précise qu'il devra négocier avec les états de l'Union européenne pour construire une industrie européenne de la défense tout en s'efforçant de rassurer les capitales européennes qui possèdent des compétences dans le domaine de la défense. Il s'agit donc d'inciter les états à déléguer volontairement certaines de leurs compétences de la défense à l'échelon européen.
Le premier poste de commissaire européen à la défense est attribué au lituanien Andrius Kubilius le 17 septembre 2024.

## Compétences
Le poste est créé en septembre 2024 par agglomération de fonctions appartenant à d'autres commissaires européens. 
La première lettre de mission du poste de commissaire européen à la défense précise les contours du poste. Il s'agit de négocier avec les états pour qu'ils délèguent les compétences en matière de défense, afin de construire une industrie européenne de la défense ; en d'autres termes travailler « au renforcement de nos investissements et de notre capacité industrielle » selon les termes d'Ursula von der Leyen. Dans la lettre de mission figure également la tâche  de conduire une politique spatiale indépendante ainsi que de négocier avec les états membres le Programme européen d'investissement dans le domaine de la défense (EDIP) (en).
Lors de son audition par le parlement européen le 6 novembre 2024, Andrius Kubilius précise que le défi de son mandat sera de créer un marché unique européen des armements avec une priorité aux achats d'équipements européens et une mutualisation des moyens au niveau européen.

## Liste des commissaires
|   | Nom              | Pays     | Période     | Commission                  |
| - | ---------------- | -------- | ----------- | --------------------------- |
| 1 | Andrius Kubilius | Lituanie | Depuis 2024 | Commission von der Leyen II |

## Commissions au parlement
Au Parlement européen, il n’existe pas une commission unique strictement dédiée à la défense et à l’espace, mais plusieurs commissions partagent ces compétences:
- Commission SEDE (Sous-commission Sécurité et Défense): rattachée à la commission AFET (Affaires étrangères), elle traite spécifiquement des questions de défense, de sécurité commune, de coopération militaire et de politique spatiale.

- Commission ITRE (Industrie, Recherche et Énergie): compétente pour les aspects industriels, technologiques et de recherche, y compris les programmes spatiaux européens (Galileo, Copernicus, etc.).

- Commission AFET (Affaires étrangères): supervise la politique étrangère, de sécurité et de défense de l’UE dans son ensemble.

Ces commissions examinent, amendent et votent les propositions législatives ou budgétaires liées à la défense et à l’espace, en lien avec les initiatives de la Commission européenne et du commissaire en charge de ces domaines.

### Andrius Kubilius
Kubilius est persuadé que la Russie sera en mesure d'attaquer un pays de l'Europe en 2030. Pour contrer cela, il préconise de passer d'une approche progressive d'investissement à  une approche big-bang en investissant 500 milliards d'euros dans les dix prochaines années.